# こわがることをおぼえるために旅にでかけた男
こわがることをおぼえるために旅にでかけた男（こわがることをおぼえるためにたびにでかけたおとこ、Märchen von einem, der auszog das Fürchten zu lernen、KHM4）は、グリム童話のひとつ。こわいことを知りたくて旅にでかけた男の話などとも訳される。

## あらすじ
あるところに、怖がったことのない男がいた。一度でいいから怖がってみたいと思った男は旅に出るが、いかつい男たちにすごまれても、幽霊に出会っても、死体を見ても怖いとは思わない。
無謀から来る勇敢さから、男はお城にかけられた魔法を解き、その褒美として王女を嫁にもらう。しかし、義父の跡を襲い王となってもなお、男は口癖のように「一度でいいからぞっとしたいもんだ」と言い続ける。
王の口癖に辟易としている王妃を見かねて、側近の侍女が「私が王様に、ぞっとするということを教えて差し上げましょう」と言う。侍女は、小川からどじょうと水を汲んで来て、寝ている王にぶちまける。王は冷たさに飛び起きて、「ああ、ぞっとする。これではじめてわかったよ、ぞっとするということが」と叫ぶ。

## 原文における韻
原文では「gruselte（グルーズルート：身震い）」「gruseln（グルーズルン：ゾっと）」「Gründling（グルンドリング：ヨーロッパ産のコイ科の小魚。たやすく捕まえられ、食用や魚釣の餌(えさ)用）」「gemahlin（ゲムアールン：妻）」など、似通った発音の単語が散りばめられており、特に落ちの部分で多用されている。

## 落ちの意味
ドイツ語の「Gründling（グルンドリング）」に相当する英単語を検索すると「Gudgeon（ガッジョン：和名・タイリクスナモグリ）」「かつがれやすい人、だまされやすい人、バカ、まぬけ、かも」が出てくる。「こわい」とは人体や動植静物の一部や全体が「怖い」「強い(固い)」状態の事であるとすると、ガッジョンの群れをいつでも好きなだけ用意出来る王妃と待女を自ら手に入れようとする男性は、他の男兄弟より骨太な衣・食・住を手に入れる可能性のある勇敢者気質であると言える。